# Леофрик
Леофрик (англ. Leofric; умер 31 августа или 30 сентября 1057) — эрл Мерсии в 1020-х — 1057 годах и один из наиболее могущественных магнатов англосаксонской Британии середины XI века, также известный как супруг леди Годивы.

## Биография
Леофрик был сыном Леофвина, элдормена Хвикке в период правления Этельреда II Неразумного. По сообщениям Англосаксонской хроники, старший брат Леофрика был убит в 1017 году в сражении против датских викингов Кнуда Великого, что не помешало Леофрику перейти на службу к последнему, когда тот стал королём Англии. Кнуд разделил страну на несколько крупных провинций, во главе каждой из которых был поставлен датский или англосаксонский эрл. Леофрик стал эрлом Мерсии, обширной территории, занимающей бо́льшую часть Средней Англии. Дата назначения Леофрика эрлом точно не известна, по всей видимости это произошло между 1017 и 1030 годами.
Леофрик был одним из наиболее влиятельных соратников Кнуда Великого и вместе с Годвином, эрлом Уэссекса, представлял англосаксонский элемент в англо-датской монархии Кнуда и его сыновей. Борьба Леофрика и Годвина стала одним из важнейших факторов внутриполитической жизни Англии второй четверти XI века и серьёзно ослабила англосаксонское государство перед лицом нормандской угрозы. В отличие от Годвина, Леофрик был выходцем из родовой английской аристократии, хотя его возвышение и было следствием службы у короля Кнуда. До своей смерти Леофрик и другие выходцы из англосаксонской знати поддерживали традиции англосаксонской монархии и обеспечивали преемственность государственных институтов.
После смерти Кнуда Великого в 1035 году Леофрик выступил против передачи престола его законному сыну Хардекнуду, и при поддержки тэнов Мерсии добился избрания регентом (а потом и королём) Гарольда I, незаконного сына Кнуда и Эльфгифу Нортгемптонской. После смерти Гарольда в 1040 году английским королём стал Хардекнуд, однако Леофрик сохранил свои позиции в качестве одного из крупнейших магнатов страны. Его лояльность королю была подтверждена в 1041 году, когда по приказу Хардекнуда Леофрик разорил Вустер, один из важнейших городов Мерсии, чьи жители убили хускерлов короля.
После восшествия на английский престол Эдуарда Исповедника в 1042 году в стране резко усилились позиции эрла Годвина и его семьи. Поэтому когда в 1051 году Годвин выступил против короля, Леофрик пришёл со своими отрядами на помощь Эдуарду, что привело к падению Годвина и его изгнанию из страны. Однако Леофрик не смог занять место Годвина в системе правления Англии: король ориентировался на нормандских рыцарей, что вызвало недовольство англосаксов. В 1052 году Годвин вернулся в Англию и восстановил свои позиции. Нежелание Леофрика и других магнатов участвовать в гражданской войне между королём и эрлом Годвином, которая могла катастрофически сказаться на обороноспособности страны в условиях нарастания скандинавской угрозы, во многом предопределило поражение Эдуарда и его подчинение эрлу Годвину.
Влияние Леофрика несколько усилилось в 1053 году, когда после смерти Годвина сын Леофрика Эльфгар стал эрлом Восточной Англии. Хотя в 1055 году Эльфгар был смещён, войска Леофрика и союзных ему валлийцев вынудили короля Эдуарда вернуть Эльфгару его владения.
В 1057 году Леофрик скончался и был захоронен в Ковентри. В качестве эрла Мерсии ему наследовал его сын Эльфгар. В народной памяти Леофрик сохранился как основатель бенедиктинского монастыря в Ковентри и как супруг знаменитой леди Годивы.